# 62 a. C.
El año 62 a. C. fue un año del calendario romano prejuliano. En la República romana, fue conocido como el año 692 Ab Urbe condita.

## Acontecimientos
- En Roma, las tropas de Lucio Sergio Catilina son derrotadas por los ejércitos de Cayo Antonio Híbrida cerca de Pistoria (actual Pistoia).
- Hispania Ulterior: Cayo Cosconio, procónsul.[1]
- En Roma, se levanta sobre el río Tíber el Puente Fabricio, actualmente considerado el más antiguo de la ciudad que se conserva en su estado original.
- Las legiones romanas entran a Jerusalén y hacen de Judea un Estado dependiente de Roma.[2]

## Fallecimientos
- Lucio Sergio Catilina (46), político romano, enemigo de Cicerón (n. 108 a. C.).